# Distretto di Kargı
Il distretto di Kargı (in turco Kargı ilçesi) è uno dei distretti della provincia di Çorum, in Turchia.